# Danh sách cầu thủ tham dự giải vô địch bóng đá U-19 châu Âu 2013
Đây là danh sách đội hình các đội bóng tham dự Giải vô địch bóng đá U-19 châu Âu 2013.
Chỉ có các cầu thủ sinh trong hoặc sau ngày 1 tháng 1 năm 1994 mới được phép thi đấu.
Mỗi đội phải đăng ký danh sách 18 cầu thủ, hai trong số đó phải là thủ môn.
Tuổi, số trận và bàn thắng được tính đến khi giải đấu khởi tranh, 20 tháng 7 năm 2013.

## Bảng A

### Litva
Huấn luyện viên: Antanas Vingilys
| Số | VT | Cầu thủ                 | Ngày sinh (tuổi)            | Trận | Bàn | Câu lạc bộ        |
| -- | -- | ----------------------- | --------------------------- | ---- | --- | ----------------- |
| 1  | TM | Tomas Švedkauskas       | 22 tháng 6, 1994 (19 tuổi)  | 6    | 0   | Roma              |
| 2  | HV | Džiugas Petrauskas      | 21 tháng 3, 1994 (19 tuổi)  | 1    | 0   | Baltija           |
| 3  | HV | Julius Aleksandravičius | 13 tháng 1, 1995 (18 tuổi)  | 1    | 0   | Lietava           |
| 4  | HV | Lukas Artimavičius      | 12 tháng 8, 1994 (18 tuổi)  | 1    | 1   | Atlantas          |
| 5  | HV | Lukas Čerkauskas        | 12 tháng 3, 1994 (19 tuổi)  | 1    | 0   | Ekranas           |
| 6  | TV | Rolandas Baravykas      | 23 tháng 8, 1995 (17 tuổi)  | 1    | 0   | Atlantas          |
| 7  | TV | Deimantas Petravičius   | 2 tháng 9, 1995 (17 tuổi)   | 1    | 0   | Nottingham Forest |
| 8  | TĐ | Klaudijus Upstas        | 30 tháng 10, 1994 (18 tuổi) | 0    | 0   | Tauras Tauragė    |
| 9  | TV | Lukas Narbutas          | 10 tháng 5, 1994 (19 tuổi)  | 1    | 0   | Ekranas           |
| 10 | TĐ | Simonas Stankevičius    | 13 tháng 6, 1995 (18 tuổi)  | 4    | 1   | Leicester City    |
| 11 | TĐ | Donatas Kazlauskas      | 3 tháng 10, 1995 (17 tuổi)  | 12   | 3   | Atlantas          |
| 12 | TM | Edvinas Gertmonas       | 1 tháng 6, 1996 (17 tuổi)   | 0    | 0   | Tauras Tauragė    |
| 13 | TĐ | Lukas Spalvis           | 27 tháng 7, 1994 (18 tuổi)  | 3    | 0   | Aalborg BK        |
| 14 | TV | Vykintas Slivka         | 29 tháng 4, 1995 (18 tuổi)  | 1    | 0   | Ekranas           |
| 15 | HV | Justinas Januševskis    | 26 tháng 3, 1994 (19 tuổi)  | 1    | 0   | Trakai            |
| 17 | TV | Gratas Sirgedas         | 17 tháng 12, 1994 (18 tuổi) | 7    | 1   | Ekranas           |
| 19 | TV | Gabrielius Judickas     | 4 tháng 7, 1995 (18 tuổi)   | 0    | 0   | Novara            |
| 20 | HV | Klaidas Jaškus          | 22 tháng 4, 1994 (19 tuổi)  | 0    | 0   | Atletas Kaunas    |

### Hà Lan
Huấn luyện viên: Wim van Zwam
| Số | VT | Cầu thủ             | Ngày sinh (tuổi)           | Trận | Bàn | Câu lạc bộ       |
| -- | -- | ------------------- | -------------------------- | ---- | --- | ---------------- |
| 1  | TM | Mickey van der Hart | 13 tháng 6, 1994 (19 tuổi) | 5    | 0   | Ajax             |
| 2  | HV | Kenny Tete          | 9 tháng 10, 1995 (17 tuổi) | 2    | 0   | Ajax             |
| 3  | HV | Sven van Beek       | 28 tháng 7, 1994 (18 tuổi) | 7    | 0   | Feyenoord        |
| 4  | HV | Terence Kongolo     | 14 tháng 2, 1994 (19 tuổi) | 9    | 0   | Feyenoord        |
| 5  | HV | Lucas Woudenberg    | 25 tháng 4, 1994 (19 tuổi) | 8    | 0   | Feyenoord        |
| 6  | TV | Michael Chacón      | 11 tháng 4, 1994 (19 tuổi) | 5    | 0   | Heerenveen       |
| 7  | TV | Bilal Başaçıkoğlu   | 26 tháng 3, 1995 (18 tuổi) | 2    | 0   | Heerenveen       |
| 8  | TV | Yassine Ayoub       | 6 tháng 3, 1994 (19 tuổi)  | 6    | 0   | Utrecht          |
| 9  | TĐ | Anass Achahbar      | 13 tháng 1, 1994 (19 tuổi) | 17   | 11  | Feyenoord        |
| 10 | TV | Mimoun Mahi         | 13 tháng 3, 1994 (19 tuổi) | 7    | 0   | Sparta Rotterdam |
| 11 | TV | Brahim Darri        | 14 tháng 9, 1994 (18 tuổi) | 9    | 1   | Vitesse          |
| 12 | TĐ | Danzell Gravenberch | 13 tháng 2, 1994 (19 tuổi) | 4    | 0   | Ajax             |
| 13 | HV | Wesley Hoedt        | 6 tháng 3, 1994 (19 tuổi)  | 0    | 0   | AZ               |
| 14 | TV | Huseyin Dogan       | 22 tháng 1, 1994 (19 tuổi) | 7    | 0   | Sparta Rotterdam |
| 15 | TV | Clint Leemans       | 15 tháng 9, 1995 (17 tuổi) | 0    | 0   | PSV              |
| 16 | TM | Nick Olij           | 1 tháng 8, 1995 (17 tuổi)  | 0    | 0   | AZ               |
| 17 | TĐ | Rai Vloet           | 8 tháng 5, 1995 (18 tuổi)  | 2    | 2   | PSV              |
| 18 | TĐ | Roy Talsma          | 31 tháng 8, 1994 (18 tuổi) | 2    | 0   | Vitesse          |

### Tây Ban Nha
Huấn luyện viên: Luis de la Fuente
| Số | VT | Cầu thủ         | Ngày sinh (tuổi)            | Trận | Bàn | Câu lạc bộ     |
| -- | -- | --------------- | --------------------------- | ---- | --- | -------------- |
| 1  | TM | Alfonso Herrero | 21 tháng 4, 1994 (19 tuổi)  | 3    | 0   | Real Madrid    |
| 2  | HV | Héctor Bellerín | 10 tháng 3, 1995 (18 tuổi)  | 4    | 0   | Arsenal        |
| 3  | HV | José Luis Gayà  | 25 tháng 5, 1995 (18 tuổi)  | 2    | 0   | Valencia       |
| 4  | HV | Pablo Íñiguez   | 20 tháng 1, 1994 (19 tuổi)  | 5    | 0   | Villarreal     |
| 5  | HV | Borja López     | 2 tháng 2, 1994 (19 tuổi)   | 6    | 0   | Sporting Gijón |
| 6  | TV | José Rodríguez  | 16 tháng 12, 1994 (18 tuổi) | 6    | 0   | Real Madrid    |
| 7  | TV | Álvaro Vadillo  | 12 tháng 9, 1994 (18 tuổi)  | 5    | 0   | Real Betis     |
| 8  | TV | Álex Serrano    | 6 tháng 2, 1995 (18 tuổi)   | 3    | 1   | Sporting Gijón |
| 9  | TĐ | Iker Hernández  | 8 tháng 4, 1994 (19 tuổi)   | 5    | 2   | Real Sociedad  |
| 10 | TV | Fede Vico       | 4 tháng 7, 1994 (19 tuổi)   | 6    | 2   | Anderlecht     |
| 11 | TV | Moi Gómez       | 20 tháng 10, 1994 (18 tuổi) | 6    | 1   | Villarreal     |
| 12 | TĐ | Sandro Ramírez  | 9 tháng 7, 1995 (18 tuổi)   | 2    | 1   | Barcelona      |
| 13 | TM | Rubén Blanco    | 25 tháng 7, 1995 (17 tuổi)  | 5    | 0   | Celta Vigo     |
| 14 | TV | Lucas Torró     | 5 tháng 7, 1994 (19 tuổi)   | 1    | 0   | Real Madrid    |
| 15 | HV | Julio Rodríguez | 7 tháng 12, 1995 (17 tuổi)  | 1    | 0   | Sporting Gijón |
| 16 | HV | Rubén Duarte    | 18 tháng 10, 1995 (17 tuổi) | 4    | 0   | Espanyol       |
| 17 | TĐ | Adama Traoré    | 25 tháng 1, 1996 (17 tuổi)  | 4    | 0   | Barcelona      |
| 18 | HV | Jaime Sánchez   | 11 tháng 3, 1995 (18 tuổi)  | 5    | 0   | Real Madrid    |

### Bồ Đào Nha
Huấn luyện viên: Emílio Peixe
Emílio Peixe công bố đội hình 18 người chính thức vào ngày 5 tháng 7 năm 2013. On 14 July, Rui Silva replaced José Costa.
| Số | VT | Cầu thủ           | Ngày sinh (tuổi)            | Trận | Bàn | Câu lạc bộ         |
| -- | -- | ----------------- | --------------------------- | ---- | --- | ------------------ |
| 1  | TM | Bruno Varela      | 4 tháng 11, 1994 (18 tuổi)  | 7    | 0   | Benfica            |
| 2  | HV | João Cancelo      | 27 tháng 5, 1994 (19 tuổi)  | 21   | 1   | Benfica            |
| 3  | HV | Tobias Figueiredo | 2 tháng 2, 1994 (19 tuổi)   | 6    | 0   | Sporting CP        |
| 4  | HV | Rudinilson Silva  | 20 tháng 8, 1994 (18 tuổi)  | 14   | 0   | Benfica            |
| 5  | HV | Rafa Soares       | 9 tháng 5, 1995 (18 tuổi)   | 11   |     | Porto              |
| 6  | TV | João Teixeira     | 6 tháng 2, 1994 (19 tuổi)   | 14   | 2   | Benfica            |
| 7  | TĐ | Carlos Mané       | 11 tháng 3, 1994 (19 tuổi)  | 13   | 3   | Sporting CP        |
| 8  | HV | Leandro Silva     | 4 tháng 5, 1994 (19 tuổi)   | 13   | 1   | Porto              |
| 9  | TV | Ricardo Horta     | 15 tháng 9, 1994 (18 tuổi)  | 13   |     | Vitória de Setúbal |
| 10 | TV | Bernardo Silva    | 10 tháng 8, 1994 (18 tuổi)  | 9    | 1   | Benfica            |
| 11 | TĐ | Hélder Costa      | 12 tháng 1, 1994 (19 tuổi)  | 8    | 4   | Benfica            |
| 12 | TM | Rui Silva         | 7 tháng 2, 1994 (19 tuổi)   | 3    | 0   | Nacional           |
| 13 | HV | Edgar Ié          | 1 tháng 5, 1994 (19 tuổi)   | 5    | 1   | Barcelona          |
| 14 | HV | Fábio Cardoso     | 19 tháng 4, 1994 (19 tuổi)  | 6    | 0   | Benfica            |
| 15 | HV | Pedro Rebocho     | 23 tháng 1, 1995 (18 tuổi)  | 14   | 0   | Benfica            |
| 16 | TV | Tomás Podstawski  | 30 tháng 1, 1995 (18 tuổi)  | 15   | 0   | Porto              |
| 17 | TV | Marcos Lopes      | 12 tháng 12, 1995 (17 tuổi) | 9    | 7   | Manchester City    |
| 18 | TĐ | Alexandre Guedes  | 11 tháng 2, 1994 (19 tuổi)  | 0    | 0   | Sporting CP        |

## Bảng B

### Serbia
Huấn luyện viên: Ljubinko Drulović
| Số | VT | Cầu thủ                 | Ngày sinh (tuổi)            | Trận | Bàn | Câu lạc bộ            |
| -- | -- | ----------------------- | --------------------------- | ---- | --- | --------------------- |
| 1  | TM | Predrag Rajković        | 31 tháng 10, 1995 (17 tuổi) | 3    | 0   | Jagodina              |
| 12 | TM | Stefan Čupić            | 7 tháng 5, 1994 (19 tuổi)   | 2    | 0   | OFK Beograd           |
|    |    |                         |                             |      |     |                       |
| 15 | HV | Miloš Veljković         | 26 tháng 9, 1995 (17 tuổi)  | 3    | 0   | Tottenham Hotspur     |
| 5  | HV | Nikola Antić            | 4 tháng 1, 1994 (19 tuổi)   | 1    | 1   | Rad                   |
| 2  | HV | Petar Golubović         | 13 tháng 7, 1994 (19 tuổi)  | 1    | 0   | OFK Beograd           |
| 3  | HV | Slobodan Urošević       | 15 tháng 4, 1994 (19 tuổi)  | 1    | 0   | Rad                   |
| 6  | HV | Aleksandar Filipović    | 20 tháng 12, 1994 (18 tuổi) | 1    | 0   | Jagodina              |
|    |    |                         |                             |      |     |                       |
| 10 | TV | Marko Pavlovski         | 7 tháng 2, 1994 (19 tuổi)   | 6    | 0   | OFK Beograd           |
| 11 | TV | Andrija Luković         | 24 tháng 10, 1994 (18 tuổi) | 5    | 1   | Rad                   |
| 4  | TV | Sergej Milinković-Savić | 27 tháng 2, 1995 (18 tuổi)  | 1    | 0   | Vojvodina             |
| 18 | TV | Nemanja Maksimović      | 26 tháng 3, 1995 (18 tuổi)  | 1    | 0   | Free agent            |
| 4  | TV | Mijat Gaćinović         | 8 tháng 2, 1995 (18 tuổi)   | 0    | 0   | Vojvodina             |
| 16 | TV | Milan Vojvodić          | 20 tháng 1, 1994 (19 tuổi)  | 0    | 0   | Spartak Zlatibor Voda |
| 8  | TV | Dejan Meleg             | 20 tháng 1, 1994 (19 tuổi)  | 0    | 0   | Ajax                  |
|    |    |                         |                             |      |     |                       |
| 14 | TĐ | Aleksandar Mitrović     | 16 tháng 9, 1994 (18 tuổi)  | 5    | 2   | Partizan              |
| 17 | TĐ | Aleksandar Čavrić       | 29 tháng 1, 1994 (19 tuổi)  | 5    | 0   | OFK Beograd           |
| 9  | TĐ | Uroš Đurđević           | 2 tháng 3, 1994 (19 tuổi)   | 3    | 2   | Rad                   |
| 7  | TĐ | Ognjen Ožegović         | 9 tháng 6, 1994 (19 tuổi)   | 1    | 0   | Red Star Belgrade     |

### Thổ Nhĩ Kỳ
Huấn luyện viên: Okan Buruk
| Số | VT | Cầu thủ            | Ngày sinh (tuổi)           | Trận | Bàn | Câu lạc bộ       |
| -- | -- | ------------------ | -------------------------- | ---- | --- | ---------------- |
| 1  | TM | Onurcan Piri       | 28 tháng 9, 1994 (18 tuổi) | 2    | 0   | Giresunspor      |
| 2  | HV | Serdar Yazıcı      | 21 tháng 4, 1994 (19 tuổi) | 12   | 0   | Eskişehirspor    |
| 3  | HV | İlkay Durmuş       | 1 tháng 5, 1994 (19 tuổi)  | 9    | 0   | Gençlerbirliği   |
| 4  | HV | Hakan Çinemre      | 14 tháng 2, 1994 (19 tuổi) | 2    | 0   | Fenerbahçe       |
| 5  | HV | Ahmet Yılmaz Çalık | 26 tháng 2, 1994 (19 tuổi) | 16   | 2   | Gençlerbirliği   |
| 6  | TV | Salih Uçan         | 6 tháng 1, 1994 (19 tuổi)  | 9    | 0   | Fenerbahçe       |
| 7  | TV | Cenk Şahin         | 22 tháng 9, 1994 (18 tuổi) | 20   | 3   | İstanbul BB      |
| 8  | TV | Okay Yokuşlu       | 9 tháng 3, 1994 (19 tuổi)  | 11   | 2   | Kayserispor      |
| 9  | TĐ | İbrahim Yılmaz     | 6 tháng 2, 1994 (19 tuổi)  | 15   | 5   | İstanbul BB      |
| 10 | TĐ | Recep Niyaz        | 1 tháng 1, 1995 (18 tuổi)  | 9    | 3   | Fenerbahçe       |
| 11 | TĐ | Okan Aydın         | 8 tháng 5, 1994 (19 tuổi)  | 8    | 1   | Bayer Leverkusen |
| 12 | TM | Cantuğ Temel       | 10 tháng 6, 1994 (19 tuổi) | 0    | 0   | Orduspor         |
| 13 | TV | İsmail Güven       | 16 tháng 4, 1994 (19 tuổi) | 1    | 0   | Torku Konyaspor  |
| 14 | HV | Süheyl Çetin       | 22 tháng 6, 1995 (18 tuổi) | 1    | 0   | Bursaspor        |
| 15 | HV | Ozan Tufan         | 23 tháng 3, 1995 (18 tuổi) | 3    | 0   | Bursaspor        |
| 16 | TĐ | Okan Deniz         | 20 tháng 5, 1994 (19 tuổi) | 2    | 0   | Bursaspor        |
| 17 | TV | İbrahim Coşkun     | 3 tháng 3, 1995 (18 tuổi)  | 6    | 0   | Auxerre          |
| 18 | TĐ | Sinan Bakış        | 22 tháng 4, 1994 (19 tuổi) | 4    | 0   | Bayer Leverkusen |

### Gruzia
Huấn luyện viên: Giorgi Tsetsadze
| Số | VT | Cầu thủ                | Ngày sinh (tuổi)            | Trận | Bàn | Câu lạc bộ        |
| -- | -- | ---------------------- | --------------------------- | ---- | --- | ----------------- |
| 1  | TM | Gabriel Tebidze        | 10 tháng 11, 1994 (18 tuổi) | 3    | 0   | Metalurgi Rustavi |
| 2  | HV | Davit Mtivlishvili     | 26 tháng 10, 1994 (18 tuổi) | 3    | 0   | Torpedo Kutaisi   |
| 3  | HV | Lasha Dvali            | 14 tháng 5, 1995 (18 tuổi)  | 3    | 0   | Skonto            |
| 4  | HV | Nika Sandokhadze       | 20 tháng 2, 1994 (19 tuổi)  | 5    | 0   | Torpedo Kutaisi   |
| 5  | HV | Levan Gegetchkori      | 5 tháng 6, 1994 (19 tuổi)   | 5    | 0   | Merani Martvili   |
| 6  | TV | Daviti Ubilava         | 27 tháng 1, 1994 (19 tuổi)  | 2    | 0   | Torpedo Kutaisi   |
| 7  | TV | Guram Samushia         | 5 tháng 9, 1994 (18 tuổi)   | 5    | 1   | Zestafoni         |
| 8  | TV | Avto Endeladze         | 17 tháng 9, 1994 (18 tuổi)  | 3    | 0   | Zestafoni         |
| 9  | TĐ | Teimuraz Markozashvili | 21 tháng 4, 1994 (19 tuổi)  | 5    | 0   | Torpedo Kutaisi   |
| 10 | TĐ | Bachana Arabuli        | 5 tháng 1, 1994 (19 tuổi)   | 15   | 4   | Dila Gori         |
| 11 | TĐ | Nika Kacharava         | 13 tháng 1, 1994 (19 tuổi)  | 5    | 0   | Rubin Kazan       |
| 12 | TM | Bacho Mikava           | 12 tháng 1, 1994 (19 tuổi)  | 1    | 0   | Torpedo Kutaisi   |
| 13 | HV | Nika Tchanturia        | 19 tháng 1, 1995 (18 tuổi)  | 3    | 0   | Torpedo Kutaisi   |
| 14 | TĐ | Giorgi Pantsulaia      | 6 tháng 1, 1994 (19 tuổi)   | 7    | 2   | Torpedo Kutaisi   |
| 15 | TV | Dachi Tsnobiladze      | 28 tháng 1, 1994 (19 tuổi)  | 2    | 0   | Metalurgi Rustavi |
| 16 | HV | Aleksandre Gureshidze  | 23 tháng 4, 1995 (18 tuổi)  | 1    | 0   | Dinamo Tbilisi    |
| 17 | TĐ | Budu Zivzivadze        | 10 tháng 3, 1994 (19 tuổi)  | 1    | 0   | Dinamo Tbilisi    |
| 18 | TĐ | Luka Zarandia          | 17 tháng 2, 1996 (17 tuổi)  | 2    | 0   | Torpedo Kutaisi   |

### Pháp
Huấn luyện viên: Francis Smerecki
| Số | VT | Cầu thủ              | Ngày sinh (tuổi)           | Trận | Bàn | Câu lạc bộ          |
| -- | -- | -------------------- | -------------------------- | ---- | --- | ------------------- |
| 1  | TM | Quentin Beunardeau   | 27 tháng 2, 1994 (19 tuổi) | 11   | 0   | Le Mans             |
| 2  | HV | Jordan Ikoko         | 3 tháng 2, 1994 (19 tuổi)  | 9    | 0   | Paris Saint-Germain |
| 3  | HV | Benjamin Mendy       | 17 tháng 7, 1994 (19 tuổi) | 12   | 0   | Marseille           |
| 4  | HV | Antoine Conte        | 29 tháng 1, 1994 (19 tuổi) | 7    | 1   | Paris Saint-Germain |
| 5  | HV | Lucas Rougeaux       | 10 tháng 3, 1994 (19 tuổi) | 10   | 2   | Nice                |
| 6  | TV | Larry Azouni         | 23 tháng 3, 1994 (19 tuổi) | 11   | 0   | Marseille           |
| 7  | TV | Kévin Rodrigues      | 5 tháng 3, 1994 (19 tuổi)  | 3    | 1   | Toulouse            |
| 8  | TV | Adrien Hunou         | 19 tháng 1, 1994 (19 tuổi) | 12   | 3   | Rennes              |
| 9  | TĐ | Yassine Benzia       | 8 tháng 9, 1994 (18 tuổi)  | 13   | 6   | Lyon                |
| 10 | TĐ | Lenny Nangis         | 24 tháng 3, 1994 (19 tuổi) | 12   | 1   | Caen                |
| 11 | TV | Adrien Rabiot        | 3 tháng 4, 1995 (18 tuổi)  | 11   | 2   | Paris Saint-Germain |
| 12 | HV | Steven Moreira       | 13 tháng 8, 1994 (18 tuổi) | 5    | 0   | Rennes              |
| 13 | HV | Aymeric Laporte      | 27 tháng 5, 1994 (19 tuổi) | 9    | 1   | Athletic Bilbao     |
| 14 | TĐ | Anthony Martial      | 5 tháng 12, 1995 (17 tuổi) | 2    | 0   | Monaco              |
| 15 | HV | Jean-Philippe Gbamin | 25 tháng 5, 1995 (18 tuổi) | 1    | 0   | Lens                |
| 16 | TM | Mouez Hassen         | 5 tháng 3, 1995 (18 tuổi)  | 0    | 0   | Nice                |
| 17 | TĐ | Corentin Jean        | 15 tháng 7, 1995 (18 tuổi) | 0    | 0   | Troyes              |
| 18 | TĐ | Opa Nguette          | 8 tháng 7, 1994 (19 tuổi)  | 7    | 1   | Valenciennes        |

## Đại diện cầu thủ

### Theo câu lạc bộ
| Số cầu thủ | Câu lạc bộ |
| ---------- | --- |
| 8          | Benfica, Torpedo Kutaisi |
| 4          | Ajax, Feyenoord, Ekranas, OFK Beograd, Rad, Real Madrid |
| 3          | Barcelona, Bursaspor, Fenerbahçe, Atlantas, Paris Saint-Germain, Porto, Sporting CP, Sporting Gijón |
| 2          | AZ, Bayer Leverkusen, Dinamo Tbilisi, Metalurgi Rustavi, Zestafoni, Tauras Tauragė, Gençlerbirliği, İstanbul BB, Jagodina, PSV, Marseille, Heerenveen, Sparta Rotterdam, Rennes, Villarreal, Vitesse, Vojvodina |
| 1          | Aalborg BK, Auxerre, Anderlecht, Arsenal, Monaco, Roma, Athletic Bilbao, Celta Vigo, Eskişehirspor, Espanyol, Dila Gori, Merani Martvili, Rubin Kazan, Utrecht, Atletas Kaunas, Baltija, Lietava, Trakai, Giresunspor, Kayserispor, Leicester City, Le Mans, Manchester City, Nacional, Nottingham Forest, Novara, Nice, Lyon, Orduspor, Partizan, Lens, Real Betis, Real Sociedad, Red Star Belgrade, Skonto FC, Caen, Spartak Zlatibor Voda, Torku Konyaspor, Tottenham Hotspur, Toulouse, Troyes, Valencia, Valenciennes, Vitória de Setúbal |

### Theo quốc tịch câu lạc bộ
| Số cầu thủ | Câu lạc bộ                |
| ---------- | ------------------------- |
| 19         | Hà Lan                    |
| 18         | Tây Ban Nha, Pháp         |
| 16         | Gruzia, Bồ Đào Nha        |
| 15         | Serbia, Thổ Nhĩ Kỳ        |
| 13         | Litva                     |
| 5          | Anh                       |
| 2          | Đức, Ý                    |
| 1          | Bỉ, Đan Mạch, Latvia, Nga |

Quốc gia in nghiêng có đại diện đội tuyển quốc gia tham dự vòng chung kết.